# 杂色文鸟
杂色文鸟（学名：Lonchura hunsteini），是梅花雀科文鸟属的一种，为密克罗尼西亚联邦（引进种）和巴布亚新几内亚的特有种。该物种的保护状况被评为无危。
杂色文鸟的栖息于亚热带或热带的（低地）干草原。